# Cazavet
Cazavet (Okzitanisch: Casavèth) ist eine französische Gemeinde mit 192 Einwohnern (Stand: 1. Januar 2022) im Département Ariège in der Region Okzitanien; sie gehört zum Arrondissement Saint-Girons, zum Gemeindeverband Couserans-Pyrénées und zum Kanton Portes du Couserans. Die Einwohner werden Cazavetois/Cazavetoises genannt.

## Geografie
Cazavet liegt rund 75 Kilometer südwestlich der Stadt Toulouse im Westen des Départements Ariège an der Grenze zum Département Haute-Garonne. Die Gemeinde besteht aus den Dörfern Cazaux und Cazavet, dem Weiler Salège sowie Streusiedlungen und Einzelgehöften. Cazavet liegt innerhalb des Regionalen Naturparks Pyrénées Ariégeoises. Weite Teile der Gemeinde sind bewaldet. Höchster Punkt der Gemeinde ist der Pic de l’Estelas im Westen der Gemeinde. Die D117 von Foix nach Tarbes verläuft nördlich der Gemeinde.
Umgeben wird Cazavet von den Nachbargemeinden Prat-Bonrepaux im Norden, Caumont im Nordosten, Montgauch im Osten und Südosten, Balaguères im Süden und Südwesten, Urau (im Département Haute-Garonne) im Südwesten sowie Francazal (im Département Haute-Garonne) im Westen.

## Geschichte
Das während der Französischen Revolution zerstörte Schloss wurde im 12. Jahrhundert errichtet. Im Mittelalter lag der Ort innerhalb der Provinz Couserans, die wiederum ein Teil der Provinz Gascogne war. Die Gemeinde gehörte von 1793 bis 1801 zum District Saint-Girons. Zudem lag Cazavet von 1793 bis 2015 innerhalb des Kantons Saint-Lizier. Die Gemeinde ist seit 1801 dem Arrondissement Saint-Girons zugeteilt.

### Bevölkerungsentwicklung
| Jahr                       | 1962 | 1968 | 1975 | 1982 | 1990 | 1999 | 2006 | 2019 |
| -------------------------- | ---- | ---- | ---- | ---- | ---- | ---- | ---- | ---- |
| Einwohner                  | 269  | 240  | 199  | 181  | 185  | 181  | 180  | 204  |
| Quellen: Cassini und INSEE |      |      |      |      |      |      |      |      |

## Sehenswürdigkeiten
- Ruine von Schloss Château Cazavet aus dem 12. Jahrhundert auf dem Le Pouech
- Kirche Saint-Michel
- mehrere Höhlen (darunter Grotte de Cazavet, Grotte Foulquier, Gouffre de la Buhadero, Grotte d’Aliou, Gouffre de Peillot)
- Denkmal für die Gefallenen[1]
- drei Wegkreuze

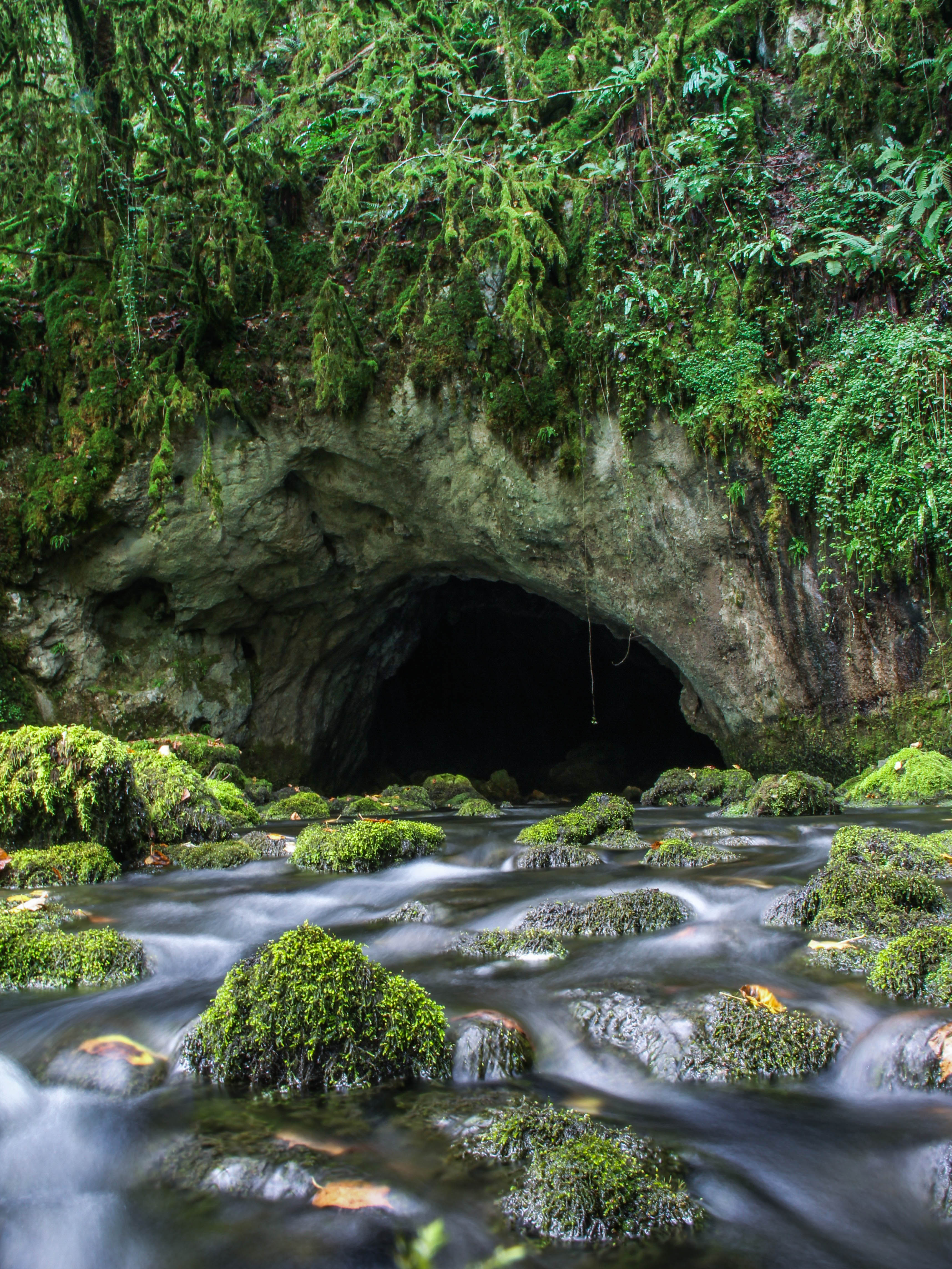
Grotte d’Aliou (Austritt des Flusses Gouarège)
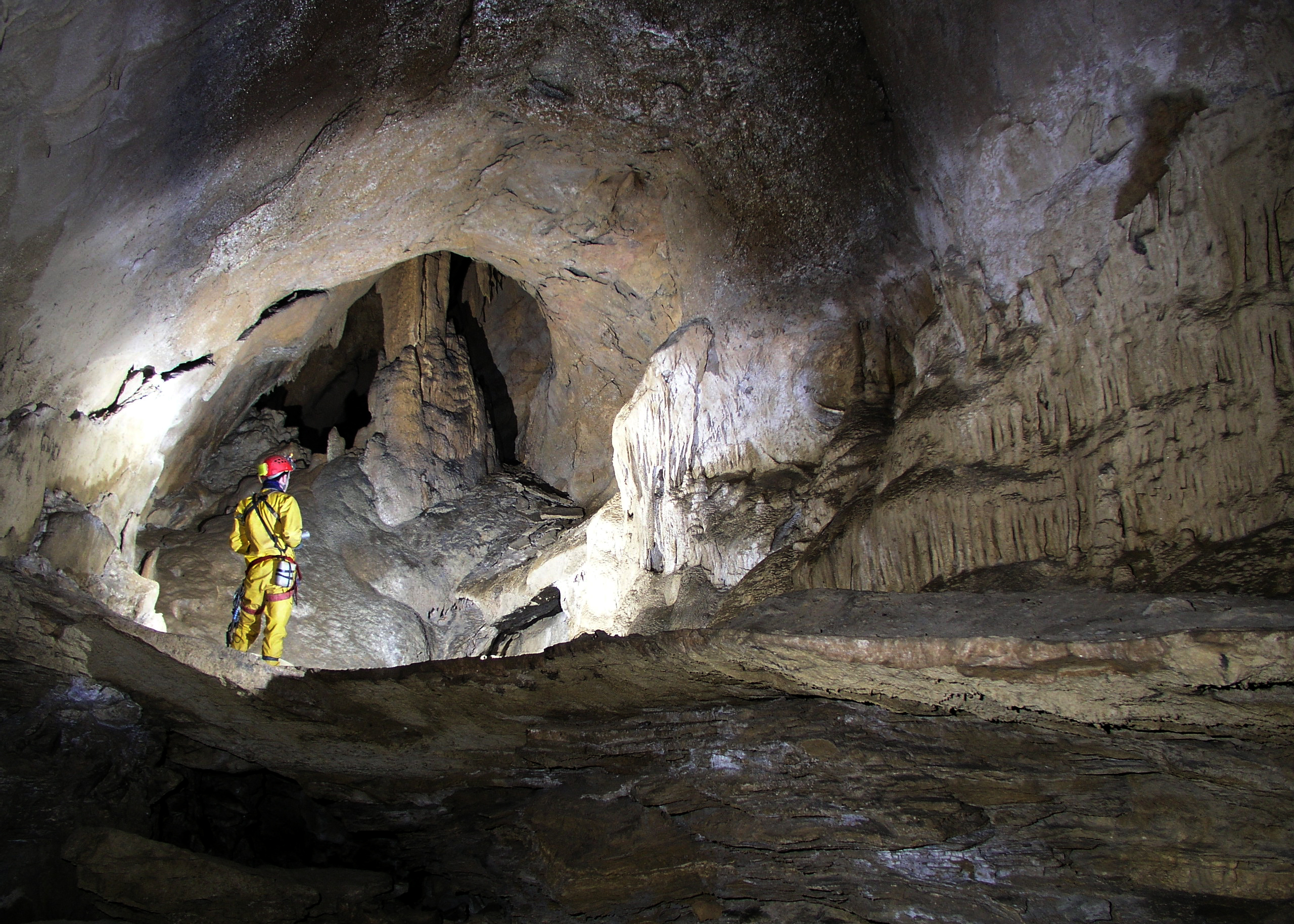
Gouffre de Peillot